# ロバート・カーンズ
ロバート・ウィリアム・カーンズ（Robert William Kearns、1927年3月10日 - 2005年2月9日）は、1969年以来現在に至るまでのほとんどの自動車で使用されている間欠式ワイパーの発明者である。カーンズのこの発明に対する最初の特許は1964年12月1日に提出された。

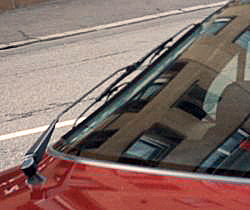

カーンズは、最も有名な特許侵害案件の一つであるフォード・モーター社に対する訴訟で勝訴した。カーンズは小雨や霧の時に有益な間欠式ワイパー機構を発明しその特許を取得してから"ビッグスリー（Big Three）"の自動車メーカーにライセンス技術を売り込もうとしたが、全ての自動車メーカーはカーンズの申し出を拒絶し、1969年から自社の車に間欠式ワイパーを装着し始めた。

## 前半生
カーンズはゲーリー (インディアナ州)で生まれ、デトロイト近郊のフォード社の大きな工場がある労働者の街リバールージュ（River Rouge）で成長した。彼の父親は製鉄会社のグレートレイクス・スチール社（Great Lakes Steel Corporation）で働いていた。
カーンズは、高等学校時代はクロスカントリー徒競走で優秀な成績を修め、ヴァイオリン奏者としての才能を持ち、軍隊では十代で情報将校となった。第二次世界大戦中に彼はアメリカ中央情報局（CIA）の前身であるOSSの一員であった。
カーンズは、デトロイト大学（University of Detroit）とウェイン州立大学（Wayne State University）で工学の学位を、ケース・ウェスタン・リザーブ大学の前身であるケース工科大学（Case Institute of Technology）で博士号を取得した。

## 間欠式ワイパー
カーンズの発明のひらめきは、1953年のカーンズ夫妻の結婚式の夜にシャンパンのコルク栓が偶然に彼の左眼に当たり、最終的にはほぼ完全に失明することになったことから生まれたと言われている。約10年後の1963年、カーンズが小雨の中で自分のフォード・ギャラクシーを運転していた時、ワイパーの周期的な動きが障害を抱えた視力を刺激し、彼をいら立たせた。カーンズは、人間の眼が連続的ではなく数秒に1回瞬きすることから自身の発明の仕組みのヒントを得たとした。しかし後に、彼はこの発明のひらめきの物語を作り話であると認めたと言われている。

## 訴訟
カーンズは1978年にフォード社を、1982年にクライスラー社を特許侵害で告訴した。フォード社の案件は1990年に法廷へ持ち込まれ、2つの事案が審議された。フォード社は負けたが、法廷はフォード社の特許侵害は故意ではないと認め、フォード社は今後一切の訴えを起こさない条件でカーンズと1,020万USドルで和解に同意した。
フォード社との和解の後、続けてカーンズはほとんど自弁訴訟（Pro se legal representation in the United States）でクライスラー社を訴えた。判決は1992年に下され、勝ったのはカーンズであった。クライスラー社はカーンズに1,870万USドルとその利息の支払いを命じる判決を受けた。クライスラー社は判決に異議を申し出たが、連邦巡回区控訴裁判所は原判決を支持した。合衆国最高裁判所はこの案件を審議することにした。 1995年に1,000万USドル以上の訴訟費用を費やした後で、カーンズはクライスラー社の"未必の故意"の特許侵害の補償として、およそ3,000万USドルを受け取った。興味深い注目すべき点は、クライスラー社の代理人はカーンズが1970年代遅くにフォード社を告訴することを考えていたときに最初に訪れた法律事務所の一つであるハーネス・ディッキー・アンド・ピアース（Harness Dickey and Pierce）だったことである。実際、彼の息子のデニス・カーンズによると、カーンズ自身は利害関係の衝突を理由にハーネス・ディッキーを忌避したかったが、彼の代理人にハーネス・ディッキーを忌避する動議を出すように納得させることができなかった。それからカーンズはクライスラー社との法廷闘争を彼自身と家族で切り盛りすることに決めた。しかし、この戦略は、続くゼネラルモーターズとメルセデス・ベンツに対する訴訟では、これらの企業が訴訟をカーンズの訴えが基本的に地方裁判所で却下されるように困難なものにしたのでうまく機能しなかった。

## 晩年
1990年代末にカーンズはOSSの退役軍人会とウィリアム・J・ドノヴァン（William J. Donovan）将軍記念基金の理事を務めた。

## 死
2005年2月9日にカーンズはメリーランド州、ボルチモアでアルツハイマー型認知症が併発した脳腫瘍で死去した。カーンズの発明とフォード社に対する訴訟は2008年度の映画『幸せのきずな（Flash of Genius）』の題材となった。ロバート・カーンズと妻のフィリス（Phyllis）は離婚したが、2人の娘と4人の息子をもうけ、彼が死去したときには7人の孫がいた。

## カーンズ特許の有効性に対する自動車産業界の法的論議
自動車産業界が反論として持ち出してきた法的論議は、発明というものは独自性と新案性という基準に合致していると類推されるものでなくてはならないということであった。それらの中の1つが"自明でないこと（non-obvious）"である。フォード社は、カーンズの間欠式ワイパーには新規に開発された部品が何も使用されていないことから、特許は無効であると主張した。カーンズ博士は既存の部品を新しく組み合わせて独自のものを作り出しただけであるということが議論された。
カーンズの特許で使用されているRC回路の弛張型発振回路の類は、カーンズの特許が提出される10年前から存在していた。これは教科書の基礎電気（明滅するネオンサインへの電気供給のような）の項に掲載されていた。並列ワイパーの技術は自動車製造ですでに利用されており、これは1955年にクライスラー社から発表されていた。
フォード社の技術者テッド・デイキン（Ted Daykin）は1957年にワイパーの実験を行っており、吸気管から取り出したエンジンの負圧で作動するそれまでのワイパーに代わる電気モーターで作動するワイパーの設計を依頼された。彼は1963年にフォード社でカーンズ博士のデモンストレーションを見た技術者の中の1人であった。デイキンは、自身と同僚がタイミング装置を含む一連のワイパー関連装置を開発していたと主張した。その中の1人はワイパー用のバイメタル製タイマーを設計したが、作動温度に達するまで時間がかかりすぎ、うまく機能しなかった。デイキンは、カーンズ博士の発明に繋がるような何百人という技術者の先行する技術があったとも語った。

## 他の発明家による類似の特許論争
自身の特許を主張するため長く係争中の発明家には、ラジオ放送の周波数変調発明を争ったエドウィン・アームストロング（Edwin Howard Armstrong）や、1970年に開発した冷却液循環システムがアルミニウム製エンジンオーバーヒート防止策としてフォードのフォード・ピントとGMのシボレー・ヴェガ：Chevrolet Vegaに無断使用されたとして勝訴により数百万USドルを得たワルター・C・アヴリー（Walter C. Avrea）や、レーザー関連技術の特許取得で米国特許商標庁と30年以上争い、レーザー製造会社と法廷で特許主張を争い、後に勝訴したゴードン・グッド（Gordon Gould）がいる。

## 特許
- United States Patent 3,351,836, Robert W. Kearns, Filing date: Dec 1, 1964, Issue date: Nov 1967, Windshield Wiper System with Intermittent Operation
- United States Patent 3,602,790. Robert W. Kearns, August 31, 1971. Filed October 18, 1967. Intermittent Windshield Wiper System.
- United States Patent 4,544,870, Robert W. Kearns, Timothy B. Kearns, Filing date: Sep 7, 1982, Issue date: Oct 1, 1985, Intermittent windshield wiper control system with improved motor speed

## 訴訟・法律文献
- Kearns v. Ford Motor Co., 203, U.S.P.Q. 884, 888 (E.D.Mich. 1978)
- Kearns v. Chrysler Corp., 32 F.3d 1541 (Fed. Cir. 1994)
- Kearns v. General Motors Corp., 152 F.3d 945 (Fed. Cir. 1998) (unpublished decision).
- (More lawsuits of Dr. Kearns)

## 参考
- Andrews, Edmund L., "Patents : Are Disputes Too Complex For Juries?", The New York Times, May 12, 1990. About Dr. Kearns' case.
- Schudel, Matt, "Accomplished, Frustrated Inventor Dies", Washington Post, Saturday, February 26, 2005; Page B01. Dr. Kearns' Obituary.